# Casino (Kartenspiel)

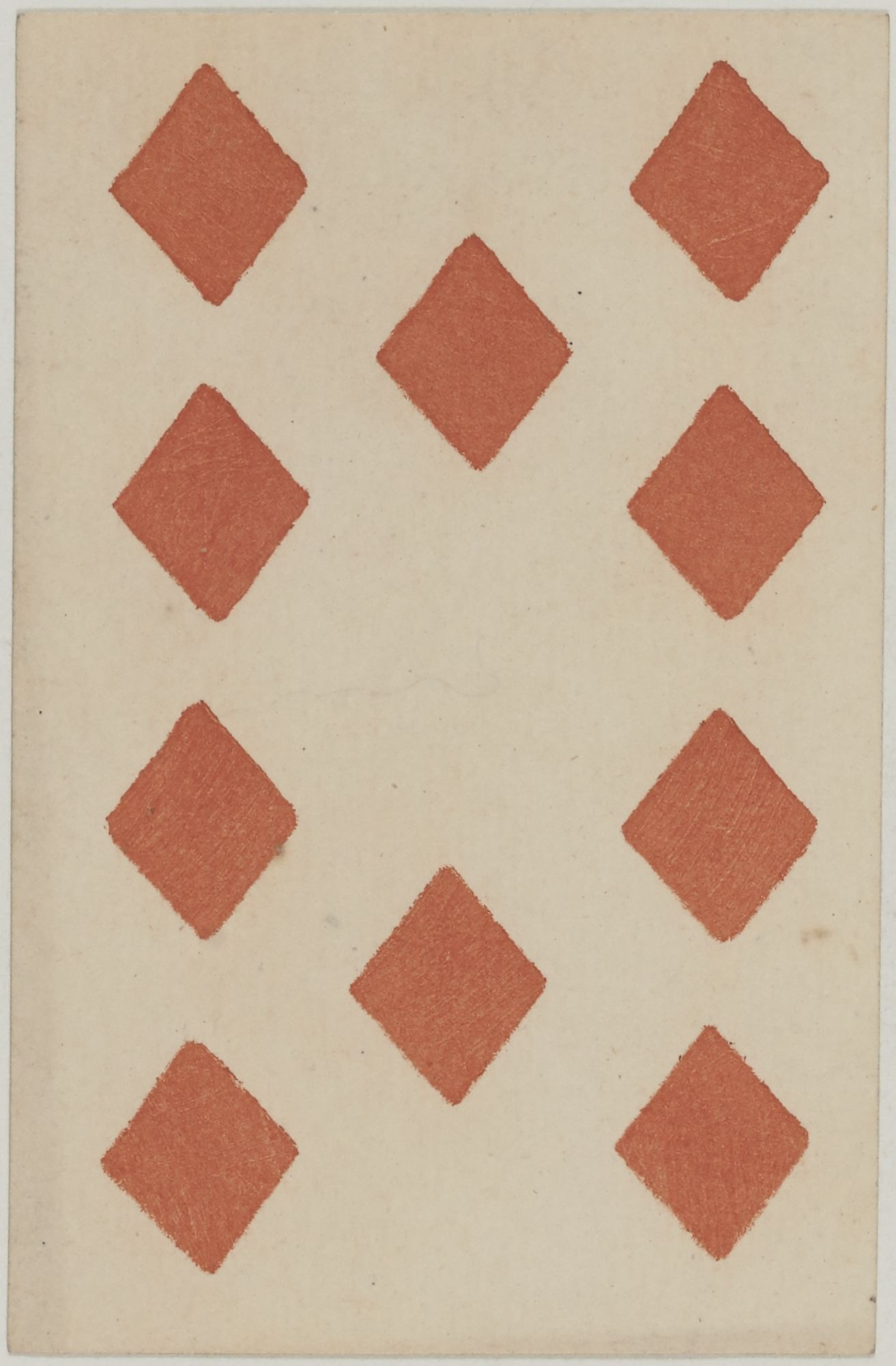
Das Große Cassino

Casino (im englischen auch Cassino) ist ein Karten-Raubspiel, dessen Wurzeln ins England am Ende des 18. Jahrhunderts zurückreichen.

## Regeln

### Spiel zu zwei oder vier Personen
Casino wird von zwei oder vier Personen mit einem Paket zu 52 Blatt französischer Spielkarten gespielt.
- Asse zählen wahlweise ein oder vierzehn Augen (Pips),
- Zweier bis Zehner entsprechend ihrer Augenzahl,
- Buben: je elf Augen,
- Damen: je zwölf Augen,
- Könige: je dreizehn Augen,
- die ♠2 wird Kleines Casino genannt und zählt zwei oder fünfzehn Augen, und
- die ♦10, Großes Casino genannt, zehn oder sechzehn Augen.

Beim Spiel zu zweit erhält jeder Spieler zwölf Karten. Nehmen vier Personen am Spiel teil, so erhält jeder Spieler vier Karten, die einander gegenübersitzenden Spieler bilden so wie bei Whist, Bridge oder Canasta eine Partnerschaft.
Vier Karten werden offen nebeneinander auf den Tisch, der Rest verdeckt als Talon daneben gelegt.
Ziel des Spieles ist es, möglichst viele Punkte durch das Erobern von Tischkarten zu sammeln.
Wenn ein Spieler an der Reihe ist, so muss er entweder
- ablegen, d. h. eine Karte offen auf den Tisch legen,
- paaren, d. h. z. B. einen Buben auf einen am Tisch liegenden Buben legen, und diese beiden Karten zu den von ihm bzw. gemeinsam mit seinem Partner eroberten Karten legen,
- kombinieren, d. h. z. B. mit einer Sieben die auf dem Tisch liegenden Karten, Ass, Zwei und Vier zu einer Kombination von 7 = A + 2 + 4 Augen zusammenstellen und diese drei Karten gemeinsam mit der Sieben zu den eroberten Karten legen, oder
- bauen, d. h. eine Karte aus der Hand mit einer oder mehreren Karten vom Tisch so zu einem Gesamtwert zusammenzubauen, dass er diese Karten im nächsten Zug erobern kann; die so zusammengefügten Karten dürfen nicht mehr getrennt werden.

Werden einmal sämtliche Tischkarten erobert (geräumter Tisch), so muss der nächste Spieler – mangels anderer Möglichkeiten – eine Karte ablegen, man nennt dies eine Karte für den Tisch bringen.
Sind sämtliche Handkarten verbraucht, so wird vom Talon neu geteilt, dabei wird der Tisch jedoch nicht mehr berücksichtigt. So wird weitergespielt, bis alle Karten des Talons ausgespielt sind, nach dem letzten Zug des letzten Spielers fallen diesem bzw. dessen Partei die eventuell noch auf dem Tisch liegenden Karten zu, dies wird aber nicht als geräumter Tisch gewertet.
Sind alle Karten ausgespielt, so wird das Spiel wie folgt abgerechnet:
- Die Partei mit der Kartenmehrheit, d. h. mit mindestens 27 eroberten Karten, erhält drei Punkte.
- Die Partei, die das Große Casino (♦10) erobern konnte, erhält zwei Punkte.

Weiters erhält eine Partei jeweils einen Punkt für:
- das Kleine Casino (♠2),
- jedes Ass,
- die Mehrheit der Pique-Karten, d. h. für mindestens sieben eroberte Pique-Karten, und
- jeden geräumten Tisch.

Gewonnen hat diejenige Partei mit den meisten Punkten.
Meist spielt man jedoch nicht nur ein einzelnes Spiel (Deal), sondern eine Partie (Game); eine Partie ist gewonnen, sobald eine Partei 21 Punkte erreicht.

### Spiel zu dritt
Beim Spiel zu dritt erhält jeder Spieler sieben Karten, es werden keine Partnerschaften gebildet, jeder Spieler spielt für sich selbst.
Bei der Abrechnung genügt bezüglich der Mehrheit der Karten bzw. der Mehrheit der Pique-Karten jeweils die relative Mehrheit.

## Ergänzungen
Wie die meisten Kartenspiele wird auch Casino abweichend von der oben angeführten Regel in vielen in Details unterschiedlichen Variationen gespielt; die hier wiedergegebene Regel ist keinesfalls in dem Sinne verbindlich wie etwa die Regeln des Schachspiels.
Varianten des Spiels sind u. a.
- Royal Casino mit englischen, nordamerikanischen, karibischen u. a. Varianten: Dominican Casino, Hungarian Casino
- African Casino mit Varianten aus Swaziland, Lesotho und South Africa
- Nordic Casino mit Varianten in Schweden und Finnland
- Krypcasino auch aus Schweden